# Будинок на вулиці Дорошенка, 9 (Львів)
Будинок за адресою вулиця Дорошенка, 9 у Львові — житловий чотириповерховий будинок з магазинним приміщенням на першому поверсі. Пам'ятка архітектури місцевого значення № 89.

## Історія
Житловий будинок збудовано за проектом Альфреда Захаревича у 1899 році як триповерховий для Германа Бака. У 1927 році добудований четвертий поверх, тоді власником будинку був підприємець Едмунд Строменгер, який жив у ньому до 1939 року. На першому поверсі будинку до війни містилися магазин друкарських машинок «Машинополь», магазин ювелірних прикрас «Рака» та офіс Войтовича, який займався продажем та купівлею нерухомості. У 1950-х роках тут була майстерня з ремонту й заправки авторучок. Пізніше за радянських часів тут обладнали відоме серед львів'ян кафе «Рубці по-львівськи». Зараз тут міститься магазин «Солодощі» й тир «Рембо»

## Архітектура

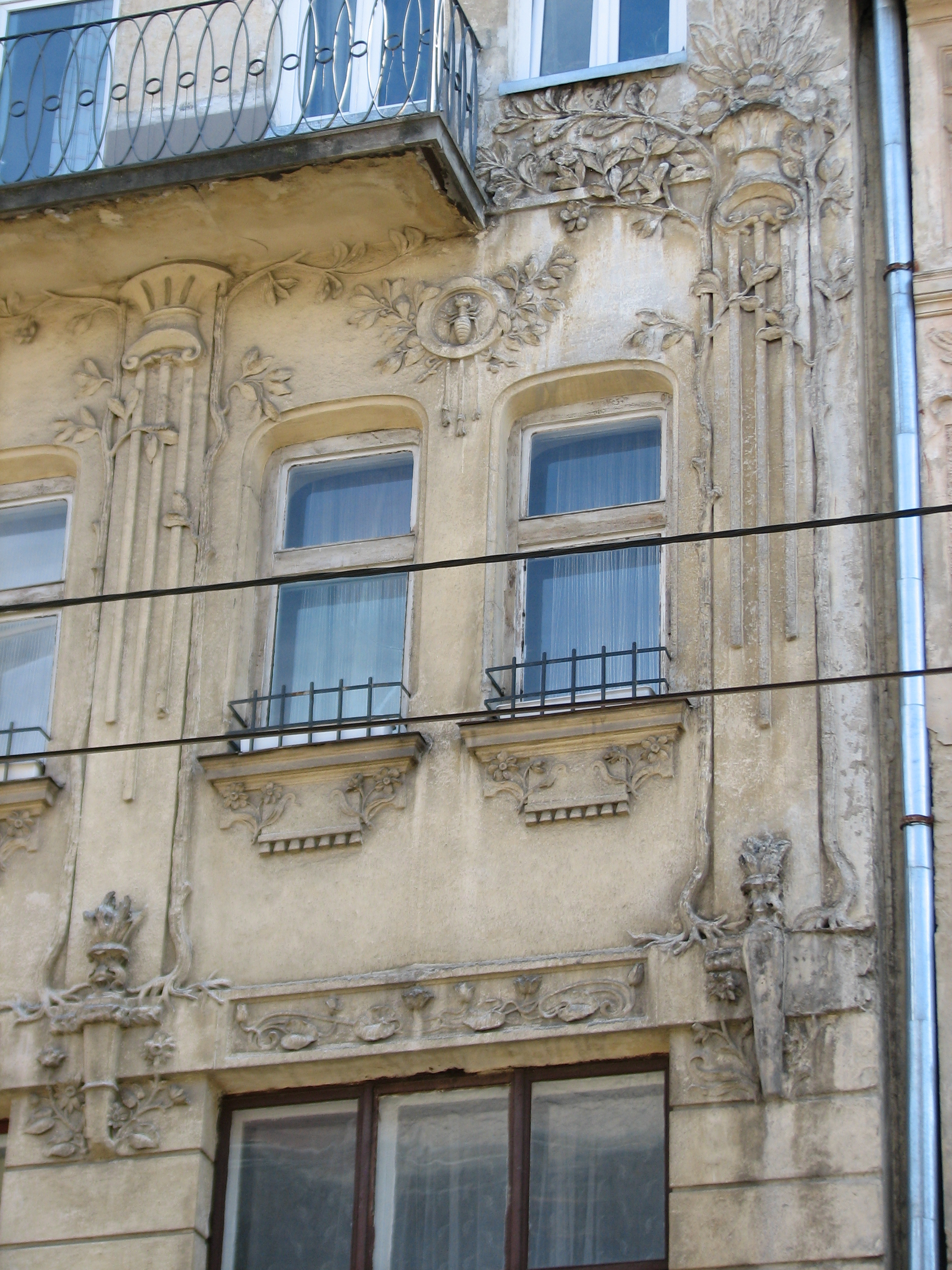

Будинок зведений у стилі сецесія, який був одним з перших прикладів цього стилю у Львові. Чотириповерховий, цегляний, вузький будинок. Внутрішнє планування анфіладного та змішаного типу. Симетричність фасаду зберігається по всіх поверхах, окрім першого, де головний вхід зміщений вліво зі світловим ліхтарем над ним, який обрамлений декоративною ліпниною з рослинним орнаментом. Вікна на другому поверсі великі, прямокутні. Вікна третього поверху менші, з профільованими обрамуваннями, згори заокруглені по кутах. Четвертий поверх з великим балконом по центру.